# Mecinus pyraster

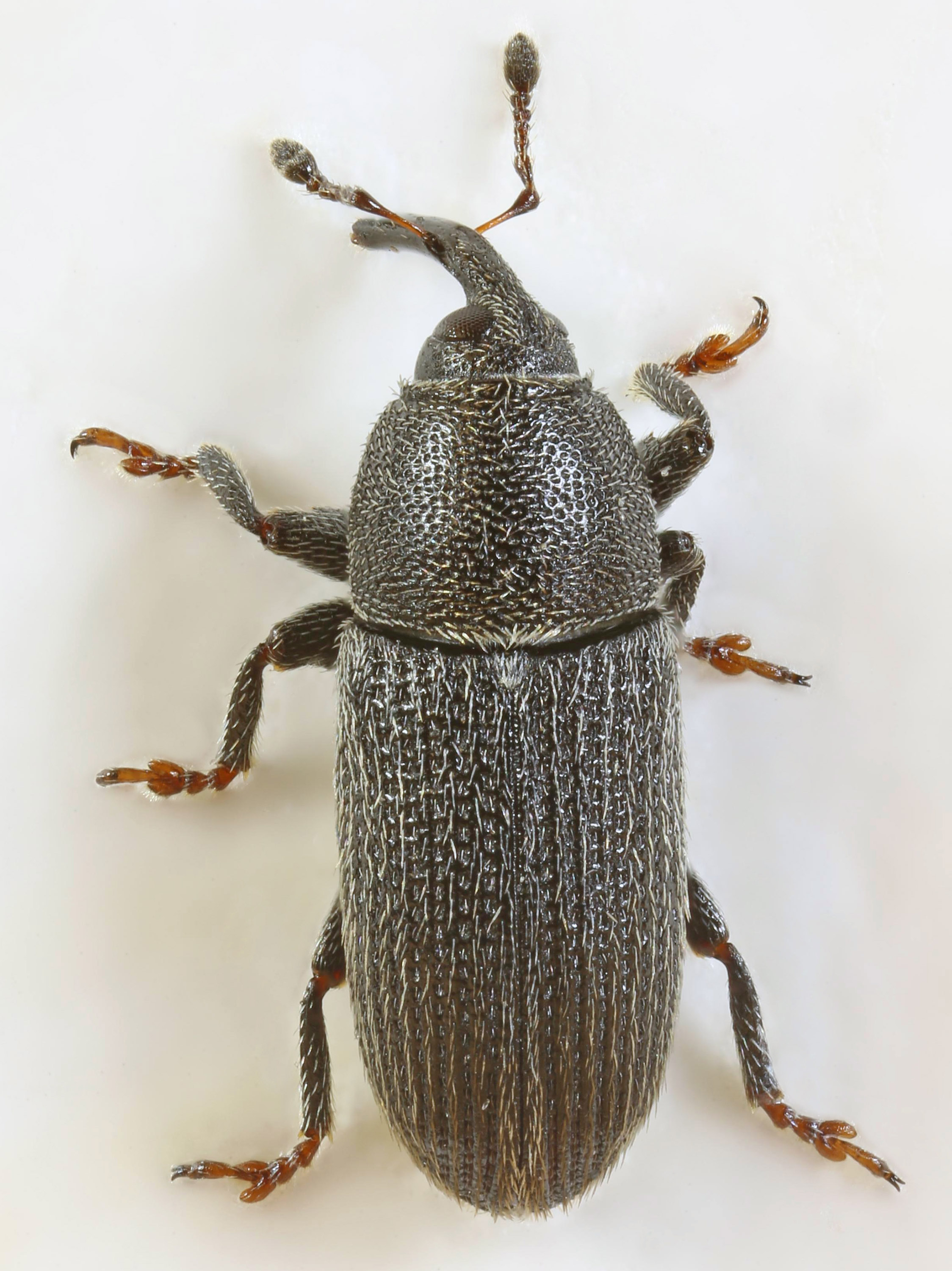
Dorsalansicht

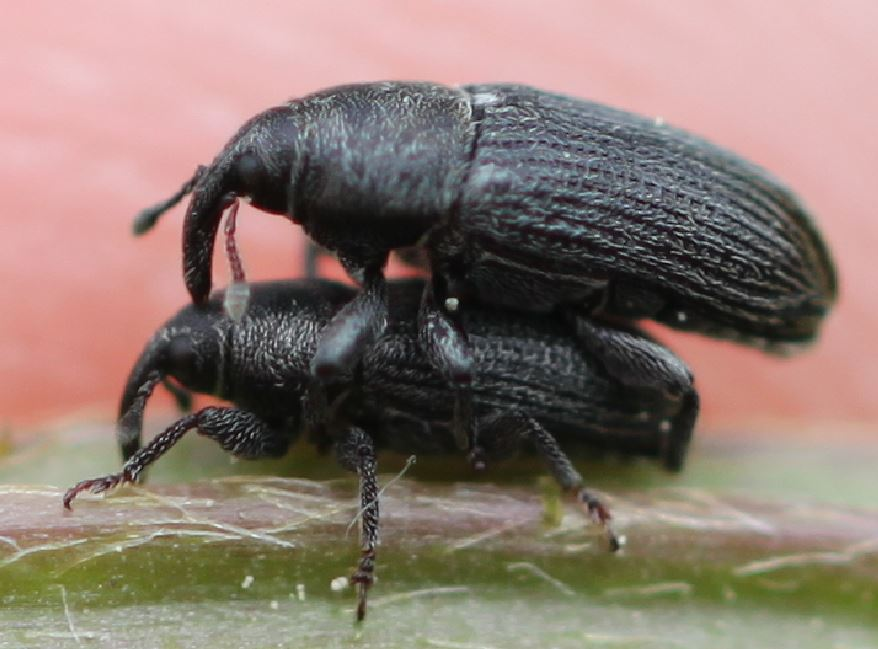
Paarende Käfer

Mecinus pyraster (auch Grauer Wegerich-Schlankrüssler) ist eine Käferart aus der Familie der Rüsselkäfer (Curculionidae).

## Merkmale
Die braunschwarzen Rüsselkäfer sind 2,8–4 mm lang. Sie besitzen einen langgestreckten zylindrischen Körper. Der Halsschild ist so breit wie die Flügeldecken. Die Flügeldecken sind mit weißen Härchen bedeckt, die speziell an den Flügeldeckenspitzen leicht abstehen. Der relativ kurze Rostrum (Rüssel) ist stark gebogen. Die Tarsen sind rötlich aufgehellt.

## Verbreitung
Mecinus pyraster kommt in weiten Teilen Europas vor. Auf den Britischen Inseln kommt die Art in England und Wales vor. Die Verbreitung reicht im Osten bis nach Zentralasien. In Nordamerika wurde die Art eingeschleppt.

## Lebensweise
Die adulten Käfer beobachtet man insbesondere im Frühjahr an verschiedenen Wegerichen (Plantago), insbesondere Spitzwegerich (P. lanceolata), die ihre Wirtspflanzen bilden. Die Larven entwickeln sich im Wurzelhals der Pflanzen.

## Gefährdung
Die Art gilt in Deutschland als ungefährdet.

## Taxonomie
In der Literatur finden sich folgende Synonyme:
- Mecinus hariolus Reitter, 1907
- Mecinus pici var. favarcqui Pic, 1915
- Mecinus schneideri Kirsch, 1870